# Petractis
Petractis is een geslacht van schimmels uit de klasse Lecanoromycetes. De typesoort is Petractis exanthematica.

## Soorten
Volgens Index Fungorum telt het geslacht tien soorten (peildatum januari 2022):
| Soortnaam                | Auteur(s)                         | Publicatiejaar |
| ------------------------ | --------------------------------- | -------------- |
| Petractis clausa         | (Hoffm.) Kremp.                   | 1861           |
| Petractis crozalsii      | (B. de Lesd.) Clauzade & Cl. Roux | 1985           |
| Petractis farlowii       | (Tuck.) Vězda                     | 1965           |
| Petractis friesii        | A. Massal.                        | 1854           |
| Petractis gyalectoides   | (A. Massal.) Hazsl.               | 1861           |
| Petractis humilis        | (J. Lahm) Lettau                  | 1937           |
| Petractis hypoleuca      | (Ach.) Vězda                      | 1965           |
| Petractis leucaspis      | (Kremp. ex A. Massal.) Hazsl.     | 1861           |
| Petractis luetkemuelleri | (Zahlbr.) Vězda                   | 1965           |
| Petractis thelotremella  | (Bagl.) Vězda                     | 1965           |